# U 460 (Kriegsmarine)
De U 460 was een type XIV U-boot-tanker van de Duitse Kriegsmarine tijdens de Tweede Wereldoorlog. Deze "melkkoe"-tanker stond onder commando van kapitein-luitenant-ter-zee Ebe Schnoor. Hij was vanaf 1 augustus 1942 commandant van de U 460.

## Geschiedenis
Op 17 en 18 november 1942 viel een groep U-boten het konvooi ONS-144 aan in het "gat" of "Air Gap", en bracht vijf vrachtschepen plus een korvet van het escorte naar de zeebodem. Daarna voeren ze naar de U 460, een onderzeeër-tanker, om brandstof te halen.
4 oktober 1943 - Tijdens een bevoorrading van stookolie en proviand aan de U 422 en U 264, werd de U 460 en de U 422 tot zinken gebracht door twaalf vliegtuigen, afkomstig van de Amerikaanse escorte-carrier USS Card. De U 264 werd eveneens bestookt met bommen maar kon, weliswaar beschadigd, onder water wegkomen en naar zijn basis terugvaren voor de nodige herstelwerkzaamheden.

## Ondergang
De U 460 werd tot zinken gebracht op 4 oktober 1943 in het noorden van de Atlantische Oceaan, ten noorden van de Azoren, in positie 43° 18′ 0″ NB, 28° 58′ 0″ WL door dieptebommen van Grumman TBF Avenger torpedobommenwerpers en begeleidende Grumman F4F Wildcat jachtvliegtuigen van het squadron VC-9 van het Amerikaanse escorte-vliegdekschip USS Card (CVE-11). Er vielen 62 doden, waaronder hun commandant Ebe Schnoor. Twee overlevenden konden zich nog redden.

## Gecorrigeerde data
Voordien stond de U 460 geregisteerd als : gezonken op 4 oktober 1943, ten noorden van de Azoren, in positie 45° 13′ 0″ NB, 28° 58′ 0″ WL door Avenger- en Grumman Wildcat-vliegtuigen van de Amerikaanse escorte-carrier USS Card. Maar in deze aanval werd eigenlijk de U 422 tot zinken gebracht. (Laatste herziening door FDS/NHB gedurende januari 1993).

## Commandanten
- 24 Dec, 1941 - 1 Aug, 1942: Friedrich Schäfer
- 1 Aug, 1942 - 4 Okt, 1943: Kptlt. Ebe Schnoor (+)